# Список теплоізоляційних матеріалів
Список теплоізоляційних матеріалів, з ілюстраціями та коротким описами кожного виду.

### Тверді теплоізоляційні матеріали
| Назва матеріалу             | Фото | Опис |
| --------------------------- | ---- | --- |
| Арболіт                     |      | Будівельний матеріал, різновид легкого бетону, органо-неорганічний композиційний матеріал. Арболіт виготовляється методом механічного змішування з подальшим формуванням бетонної суміші з кришива органічного целюлозовмісного заповнювача (подрібнені відходи деревообробки, лісозаготівлі, с/г виробництва, очерет), в'яжучої речовини (зазвичай — цементу), води та стабілізуючих цемент добавок (0,5 - 5% від маси цементу залежно від рецептури та методу формування). |
| Газонаповнені пластмаси     |      | Надлегкі пластичні матеріали, що одержуються на основі різних синтетичних полімерів. Нагадують структуру застиглої піни. Газонаповнені пластмаси характеризуються високою тепло-, звуко- і електроізоляційною здатністю. Хімічні і механічні властивості газонаповнених пластмас і їх теплостійкість значною мірою визначаються властивостями початкових полімерів, а ізоляційні характеристики особливостями фізичної будови. |
| Пінопласт                   |      | Газонаповнені пластмаси з пористою структурою, які складаються з комірок, що не сполучаються, отримані з синтетичних смол; характеризуються низькою щільністю та високими тепло- і звукоізоляційними характеристиками. |
| Пінополіуретан              |      | Жіноча зачіска що нагадує зачіску середньовічних пажів. Волосся спускається до вуха і спускається нижче формуючи точну лінію з заокругленням ззаду. |
| Синтактична піна            |      | Вид газонаповнених пластиків, наповнювачами в яких служать пустотні сферичні частинки (із синтетичних полімерів, скла та інші), рівномірно розподілені в полімерному в'яжучому. Існують інші модифікації на основі синтактних пін, додатково наповнених газовими мікропорами або макросферами з різних конструкційних матеріалів. |
| Гіпсокартон                 |      | Обробний будівельний матеріал, що є аркушем, що складається з двох шарів будівельного паперу (картону) і сердечника з шару затверділого гіпсового тіста з наповнювачами. Призначається для опорядження та влаштування неопорних стін, перегородок, підвісних стель, приміщень сухих і нормальних щодо умов експлуатації, вогнезахисту конструкцій, а також для виготовлення декоративних і звукопоглинальних виробів. |
| Екструзійний пінополістирол |      | Синтетичний теплоізоляційний матеріал, що був створений в США в 1941 році. Виготовляється з гранул полістиролу шляхом нагрівання та екструзії. |
| Ніздрюватий бетон           |      | Матеріал що утворюється внаслідок затвердіння поризованої суміші в’яжучого, кремнеземнистого компонента й води. Внаслідок цього утворюються пори, об’єм яких може досягати до 85% від усього об’єму бетону. |
| Піноблок                    |      | Будівельний матеріал, які виробляються з різновиду ніздрюватого бетону - пінобетону. Останній виготовляється зі звичайного цементного розчину, піску й води з додаванням піноутворювача. Цей матеріал поряд з високими тепло- й звукоізоляційними властивостями має низькі коефіцієнти усадки й водопоглинення, має високу пожежо стійкість й стійкість до поперемінного заморожування-відтавання[1]. |
| Піносилікат                 |      | Будівельний матеріал, який є різновидом ніздрюватого бетону. Виготовляється зі звичайного вапняно-піщаного розчину з додаванням піноутворювача та обробленням в автоклаві. Цей матеріал поряд з високими тепло- й звукоізоляційними властивостями має низькі коефіцієнти усадки й водопоглинання, має високу пожежо стійкість й стійкість до змінного заморожування-відтавання. Піносилікат, як і газосилікат, виготовляють на основі вапняково-кремнієвого зв'язуючого. Його виготовляють з вспіненої суміші молотого негашеного вапна з тонко помеленим піском, піноутворювача і води. |
| Піноскло                    |      | Скло з комірчастою (пористою) структурою; вид теплоізоляційного матеріалу і звукопоглинального та будівельного (конструкційного) матеріалу. Діаметр рівномірно розподілених в склі пор 0,1 ? 0,5 мм. |
| Термозит                    |      | Пористий штучний (з розплавлених шлаків) матеріал, який застосовується у виробництві теплоізоляційних бетонів тощо. Густина 300–400 kg/m?. Розмір зерен 2-5 мм в діаметрі. Теплопровідність від 0,16 до 0,21 Вт / (К · м). Інша назва – шлакова пемза. |

### Гнучкі теплоізоляційні матеріали
| Назва матеріалу    | Фото | Опис |
| ------------------ | ---- | --- |
| Азбестит           |      | Теплоізоляційний матеріал з короткого азбестового волокна. Найширше застосовували у теплотехніці. Канцерогенний. |
| Альфоль            |      | Дуже тонкий листовий алюміній (0.005—0.01 мм). Цей вид теплоізоляції на відміну від будь-якого пористого матеріалу поєднує низьку теплопровідність повітря між листами алюмінієвої фольги, з високою здатністю самою поверхні відбиття. |
| Базальтове волокно |      | Матеріал, одержуваний з природних мінералів шляхом їх розплаву і подальшого перетворення у волокно без використовування хімічних добавок. Базальтове волокно виготовляють з різних гірських порід, близьких по хімічному складу — базальту, базанітів, амфіболітів, габродіабазів або їх сумішей. Виробництво базальтових волокон ґрунтується на отриманні розплаву базальту в плавильних печах і його вільному витіканні через спеціальні пристрої, виготовлені з платини або інших жаростійких металів. Плавильні печі можуть бути електричними, газовими, або оснащуватись мазутними пальниками. |
| Мінеральна вата    |      | Волокнистий матеріал, одержуваний з розплавів гірських порід, доменних шлаків або їхніх сумішей. |
| Скловата           |      | волокнистий мінеральний теплоізоляційний матеріал, різновид Мінеральної вати, вироблений з безладно сплутаних скляних волокон. |
| Шлаковата          |      | Волокнистий матеріал, одержуваний з розплаву металургійних шлаків, наприклад доменного. Один з різновидів мінеральної вати. Використовується у вигляді плит та інших виробів як звукоізоляційний і теплоізоляційний матеріал. |
| Повсть             |      | Нетканий текстиль, виготовлений із волокон шерсті. Листовий пористий цупкий матеріал виготовлений способом валяння. Використовується як прокладковий, ущільнювальний, тепло- і звукоізоляційний матеріал. |
| Поролон            |      | Гнучкий та м'який вид пінополіуретану. У Радянському Союзі цей матеріал був переважно скандинавської фірми Porolon, звідки і пішла загальна назва «поролон». Це еластичний, м'який, пористий матеріал, що складається із тонкостінних пор, наповнених повітрям. Частка повітря може складати до 97 % об'єму, припустимою нормою є 90 %. Використовується як опорний чи пом'якшувальний матеріал для надання виробам пружності та шумоізоляції. Широко застосовується у виробництві меблів. |
| ППЕ                |      | Фізично зшитий піно поліетилен, спінений на вертикальній печі, має поперечно-пов'язану структуру. Тепло-, паро-, звукоізоляційний еластичний матеріал. Температурний діапазон експлуатації від - 60 °C до + 75 °C, при відсутності механічних навантажень до + 100 °C. ППЕ виготовляється відповідно до ТУ 2244-017-00203476-98 відповідає сучасним вимогам з теплоізоляції, скорочує об'єм будівельної конструкції стін, підлоги і покрівлі без втрат теплотехнічних характеристик, є надійним пароізоляційним та звукоізоляційним матеріалом.                                                     |
| Синтепон           |      | Нетканий синтетичний матеріал з поліефірних волокон. Має широке призначення у текстильній, меблевій та будівельній галузях. Особливості цих галузей диктують набір спеціальних характеристик, що їх повинен мати матеріал, які залежать від методу виготовлення, виду сировини та інших факторів. |

### Сипучі теплоізоляційні матеріали
| Назва матеріалу     | Зображення | Примітки |
| ------------------- | ---------- | --- |
| Перліт              |            | Кисле водовмісне вулканічне скло з характерною концентрично-сферичною окремістю, за якою воно розколюється на кульки, що мають дещо іризуючу поверхню (нагадують перлини).                                              |
| Спучений вермикуліт |            | Це сипкий пористий матеріал у вигляді луски сріблястого, золотистого чи жовтого кольору, яку одержують прискореним випалом вермикулітового концентрату — гідрослюди, що містить зв'язану воду між елементарними шарами. |
| Пух                 |            | Це м'яке пташине пір'я, що знаходиться під жорсткішим зовнішнім пір'яним покривом. Дуже молоді пташенята цілком вкриті пухом.                                                                                           |

### Рідкі застигаючі теплоізоляційні матеріали
| Назва матеріалу       | Зображення | Примітки |
| --------------------- | ---------- | --- |
| Керамоізол            |            | Теплоізоляційне покриття за ТУ У 26.2-32396113-001-2004 призначено для теплоізоляції споруджень промислового й комунального призначення будь-якої форми складності для зовнішніх і внутрішніх поверхонь, будинків, фундаментів, автотранспорту й т.д. |
| Монтажна піна         |            | Будівельний матеріал, поліуретанова піна, що застигає під впливом вологи, з повітря. Застосовується для монтажу та ущільнення дверних коробок, віконних рам і інших конструкцій, для ізоляції розвідної мережі, ущільнення швів і тріщин, заповнення різних порожнеч. Випускається в балонах. |
| Теплоізоляційна фарба |            | Фарба яка виконує функцію теплоізоляційну приміщення. Технологія використання теплоізоляційної фарби абсолютно аналогічна технології використання звичайної фарби. Теплоізоляційні фарби мають в своєму складі спеціальні теплоізоляційні домішки, як правило це мікроскопічні шароподібні частинки теплоізоляційних полімерів. Термоізоляційна фарба високоефективно термоізолює приміщення, по ефективності теплоізоляції один міліметр теплоізоляційної фарби дорівнює приблизно 5 сантиметрам пінопласту. |

### Композитні теплоізоляційні матеріали
| Назва зачіски         | Зображення | Примітки |
| --------------------- | ---------- | --- |
| Клінкерна термопанель |            | Монолітна конструкція з клінкерною плиткою та утеплювача, зрощена за допомогою поліуретанового клею під великим навантаженням. Клінкерна термопанель призначена для зовнішнього оздоблення фасаду будівель. Є одним з різновидів термопанелей. |
| Тепловідбивний екран  |            | Це екран що складається з шару фольги та матеріалу що відіграє роль утеплювача. Тепловідбивний екран призначений для відбиття тепла що виходить з обігрівача і поглинається стіною. Головна сфера застосування тепловідбивних екранів це утеплення місць що близько межують або безпосередньо контактують з приладами опалення, наприклад батареями опалення, конвектором чи теплою підлогою. |
| Фолар                 |            | Матеріал що складається з скло сітки, яка з двох сторін покрита алюмінієвою фольгою. За рахунок використання як армуючого матеріалу скло сітки матеріал повністю зберігає свої властивості при нагріванні до 200°C. |